# رومانی و یورو
واحد پول ملی رومانی لئو است. پس از پیوستن رومانی به اتحادیه اروپا (EU) در سال 2007، این کشور ملزم شد تا زمانی که هر چهار معیار همگرایی یورو را برآورده کند، همانطور که در ماده 140 معاهده عملکرد اتحادیه اروپا آمده است، یورو را با یورو جایگزین کند. از سال 2023، تنها ارز موجود در بازار لئو است و یورو هنوز در مغازه ها استفاده نمی شود. لیو رومانیایی بخشی از مکانیسم نرخ ارز اروپا (ERM II) نیست، اگرچه مقامات رومانیایی در حال تلاش برای آماده سازی تغییر به یورو هستند. برای دستیابی به تغییر ارز، رومانی باید حداقل دو سال ثبات را در محدوده معیارهای همگرایی داشته باشد.
دولت فعلی رومانی معیاری را برای دستیابی به سطح معینی از همگرایی واقعی به عنوان لنگر هدایت کننده برای تصمیم گیری سال هدف مناسب برای عضویت ERM II و پذیرش یورو تعیین کرد. در مارس 2023، دولت هدف را برای ورود به اتاق پیشرو منطقه یورو (ERM-II) تا سال 2026 و هدف پذیرش یورو را تا سال 2029 تعیین کرد.